# Halálfutam: Totális anarchia
A Halálfutam: Totális anarchia (eredeti cím: Death Race 4: Beyond Anarchy) 2018-ban bemutatott amerikai akciófilm, amelyet Don Michael Paul rendezett.
A forgatókönyvet Tony Giglio, Don Michael Paul és Paul W. S. Anderson írták. A producerei Mike Elliott és Greg Holstein. A főszerepekben Zach McGowan, Danny Glover, Christine Marzano, Danny Trejo és Fred Koehler. A zeneszerzője Frederik Wiedmann. A film gyártója a Universal 1440 Entertainment, a UFO International Productions és a Capital Arts Entertainment, forgalmazója az Universal 1440 Entertainment.
Az Amerikai Egyesült Államokban 2018. október 2-án mutatták be a mozikban.

## Szereplők
| Szereplő      | Színész                                     | Magyar hang         |
| ------------- | ------------------------------------------- | ------------------- |
| Connor Gibson | Zach McGowan                                | Varga Gábor         |
| Baltimore Bob | Danny Glover                                | Vass Gábor          |
| Jane          | Christine Marzano                           | Martinovics Dorina  |
| Goldberg      | Danny Trejo                                 | Varga Tamás         |
| Lists         | Fred Koehler                                | Baráth István       |
| Frankenstein  | Velislav Pavlov (szerep) Nolan North (hang) | Bognár Tamás        |
| Gipsy Rose    | Yennis Cheung                               | Kis-Kovács Luca     |
| Bexie         | Cassie Clare                                | Solecki Janka       |
| Johnny Law    | Nicholas Aaron                              | Czvetkó Sándor      |
| Diri          | Cameron Jack                                | Barabás Kiss Zoltán |
| Valentine     | Terence Maynard                             | Törköly Levente     |
| Őr a buszon   | John Hales                                  | Bácskai János       |